# Sylvia Wetzel
Sylvia Wetzel (* 5. Juli 1949 in Wolfach im Schwarzwald) ist eine buddhistische Feministin, die in buddhistischen Kreisen Deutschlands bekannt ist, da sie die Themen Buddhismus, Meditation und Spiritualität als Frau für Frauen vermittelt.

## Leben und Wirken
Sylvia Wetzel studierte ab 1968 in Heidelberg Politikwissenschaft und Slawistik. Damals wurde sie auch politisch aktiv, vor allem schon früh in der Frauenbewegung. Ihre erste Begegnung mit dem tibetischen Buddhismus hatte sie 1977 in Dharamsala. Sie wurde Schülerin von Thubten Yeshe und später auch von Zopa Rinpoche (Gelug-Tradition). Weitere buddhistische Studien aus den unterschiedlichsten buddhistischen Schulrichtungen hatte sie bei Prabhasa Dharma Roshi, Ayya Khema, Akong Rinpoche, Rigdzin Shikpo (Michael Hookham). Sie ist seit 1984 Mitglied, Mitarbeiterin und Beirat der Deutschen Buddhistischen Union (DBU) und war von 1985 bis 1993 deren Sprecherin. Sylvia Wetzel gibt Meditationskurse, hält Vorträge, schreibt Bücher zum Thema Buddhismus und gilt als Pionierin eines feministischen Ansatzes bei der Interpretation der buddhistischen Lehre. Ihre Vortragstätigkeit übt sie vorwiegend in Deutschland und Spanien aus.
Die internationale buddhistische Frauenvereinigung Sakyadhita wurde 1987 in der Folge der historisch ersten Nonnen-Konferenz in Bodhgaya (Nord-Indien) von den Initiatorinnen und Teilnehmerinnen dieser Versammlung gegründet, unter anderem aus Deutschland von Ayya Khema, Sylvia Wetzel und Jampa Tsedroen (Carola Roloff) sowie Karma Lekshe Tsomo (USA), der Bhikkhuni Kusuma (vormals Dr. Kusuma Devendra, Sri Lanka) und Bhikkhuni Dhammananda (vormals Dr. Chatsumarn Kabilsingh, Thailand).
Im Jahr 2008 erhielt Wetzel die international bedeutende Auszeichnung Outstanding Women in Buddhism Awards.

## Werke
- Das Bodhisvattra-Gelübde. – Arnstorf : Aryatara-Inst., 1981
- Frauen lieben anders, Männer auch : Tantra 2001. – Niedertaufkirchen : Connection Medien, 2000
- Die grüne Tara : weibliche Weisheit, Grundlagen des buddhistischen Tantra (zusammen mit Lama Thubten Yeshe) – München : Diamant-Verl., 2001. – ISBN 3-9805798-2-4
- Das Herz des Lotos : Frauen und Buddhismus. – Frankfurt/M. : Fischer Taschenbuchverl., 2000. – ISBN 3-596-14254-7, erweiterte Neuauflage 2010, Edition Steinrich – ISBN 978-3-942085-02-1
- Hoch wie der Himmel, tief wie die Erde : Meditationen zu Liebe, Beziehungen und Arbeit. – München : Dtv, 2000. – ISBN 3-423-34103-3
- Leichter leben : praktische Meditationen über Liebe, Beziehung und Arbeit. – Berlin : Theseus Verl., 1999. – ISBN 3-896-20188-3
- Worte wirken Wunder : Reden mit Herz und Verstand. – Berlin : Theseus Verl., 2007. – ISBN 3896203290